# Quilapayún 5
Quilapayún 5 è il nono album in studio del gruppo cileno Quilapayún pubblicato nel 1973.

## Descrizione
Quinto album realizzato dai Quilapayún per l'etichetta EMI Odeòn (da cui il numero presente nel titolo).
Come i precedenti realizzati per questa casa discografica, si caratterizza soprattutto per temi tradizionali o brani, molti dei quali strumentali, scritti da alcuni componenti del gruppo ma fortemente legati alla tradizione andina, in questo differentemente dai dischi incisi in quegli stessi anni per la DICAP, più esplicitamente legati all'attualità politica.
Registrato nel 1972 in un momento di forte conflitto sociale, questo disco, di matrice sostanzialmente folklorica, nonostante la presenza di alcuni testi comunque legati al presente (Cueca de la libertad e Las obreras, brano che verrà spesso riproposto dal vivo, vedi gli album Enregistrement public e Yhtenäistä Kansaa Ei Voi Koskaan Voittaa), passò abbastanza inosservato in Cile, rispetto ai coevi dischi del gruppo più legati all'attualità, nonostante i Quilapayún non volessero appiattirsi sul repertorio della canzone di protesta.
Preludio consiste in un arrangiamento per chitarra e altri strumenti a corda del Preludio BWV 846, da Il clavicembalo ben temperato, di Johann Sebastian Bach. Las obreras è una canzone proveniente dal folklore argentino il cui testo è stato adattato per rendere omaggio alle operaie cilene del tessile che negli anni del governo di Unidad Popular si sarebbero distinte per spirito di sacrificio.
Con questo disco termina la collaborazione tra i Quilapayún e la EMI Odeòn, con la quale non pubblicheranno altri dischi.

## Edizioni
Questo album è stato pubblicato per la prima volta nel 1973, in formato LP, non è mai stato pubblicato in formato CD, ma nel 2020 la sua versione in digitale è stata messa in vendita e ascoltabile in streaming sui principali siti dedicati. 
In Francia, sempre nel 1973, è stato pubblicato un LP intitolato Cueca de la libertad contenente 11 dei 13 brani presenti in questo disco (le tracce 7 e 10 sono state sostituite, rispettivamente, da Plegaria a un labrador e Tío Caimán, provenienti da Quilapayún 4, le altre sono presenti nello stesso ordine e posizione di Quilapayún 5). Questa stessa raccolta è stata poi pubblicata anche in altri paesi.
- 1973 – LP, EMI Odeòn (S) LDC - 36804, Cile
- 1973 – LP, EMI Odeòn SURL 20972, Uruguay
- 1973 – Cueca de la libertad, LP, Pathé Marconi EMI 2C062-81.545, Francia, con 2 brani sostituiti
- 1973 – Cueca de la libertad, LP, Odeon 8E 062 - 81 545, Portogallo, con 2 brani sostituiti
- 1977 – Cueca de la libertad, LP, World Record Club R-03303, Australia, con 2 brani sostituiti
- 1980 – Cueca de la libertad, LP, Fadisa 710111, Ecuador, con 2 brani sostituiti

## Tracce
1. Ausencia – 2:52 (musica: Eduardo Carrasco e Rodolfo Parada)
2. Las obreras – 3:13 (tradizionale)
3. Tú – 3:03 (musica: Eduardo Carrasco)
4. Guarén – 2:46 (musica: Eduardo Carrasco)
5. Como la flor – 3:25 (Sergio Ortega)
6. Voy y vuelvo – 2:41 (musica: Eduardo Carrasco)
7. Tan alta que está la luna – 3:09 (tradizionale)
8. Sol del Perú – 3:00 (musica: tradizionale)
9. Amanda-Ortiga – 2:58 (musica: Sergio Ortega)
10. Preludio – 2:11 (musica: Johann Sebastian Bach)
11. Vals – 3:04 (musica: Eduardo Carrasco)
12. Cueca de la libertad – 3:09 (Cirilo Vila)
13. La última curda – 3:22 (testo: Cátulo Castillo – musica: Aníbal Troilo)

Durata totale: 38:53

## Crediti

### Formazione
- Eduardo Carrasco
- Carlos Quezada
- Willy Oddó
- Hernán Gómez
- Rodolfo Parada
- Rubén Escudero
- Hugo Lagos

### Collaboratori
- Antonio Larrea e Luis Albornoz - copertina e grafica